# Борец (растение)
Боре́ц, или Акони́т (лат. Aconitum), — род ядовитых многолетних травянистых растений семейства лютиковые (Ranunculaceae).

## Название
Латинское родовое название Aconitum — латинизация др.-греч. ἀκόνιτον — название ядовитого скального растения по Теофрасту и Никандру, которое было известно ещё в древности. Одна из легенд о происхождении растения связана с мифологическим героем Древней Греции — Гераклом. Совершая двенадцатый подвиг, герой пленил и вывел из царства Аида трёхголового стража преисподней Цербера. Оказавшееся на поверхности чудовище, ослеплённое ярким солнечным светом, стало бешено вырываться. При этом из его пастей потекла ядовитая слюна, залившая землю и траву вокруг, и из мест, куда она попадала, поднимались высокие, стройные ядовитые растения. А поскольку произошло всё это якобы вблизи города Акони, в честь его и назвали необычный многолетник — «аконитум».
Русское родовое название Борец происходит, как считается, от тюркского böri — волк. Существует версия, по которой бог Тор использовал борец в борьбе с волком, о чём упоминал еще Диоскорид. Русский синоним аконит — зеркальный перевод с латыни.
В просторечье род именуется также прострельной травой и прострел-травой, хотя название прострел относится к другому роду растений.  
Различные виды, произрастающие в России, носят региональные народные названия — «борец-корень», «волчий корень», «волкобой», «иссык-кульский корень», «царь-зелье», «царь-трава», «чёрный корень», «чёрное зелье», «козья смерть», «железный шлем», «шлемник», «каска», «капюшон», «лошадка», «туфелька», «лютик голубой», «синеглазка», «прострел-трава», «прикрыш-трава», «укрыт».
Немецкое название — Eisenhut — дано растению за сходство цветка со шлемом с опущенным забралом.

## Ботаническое описание

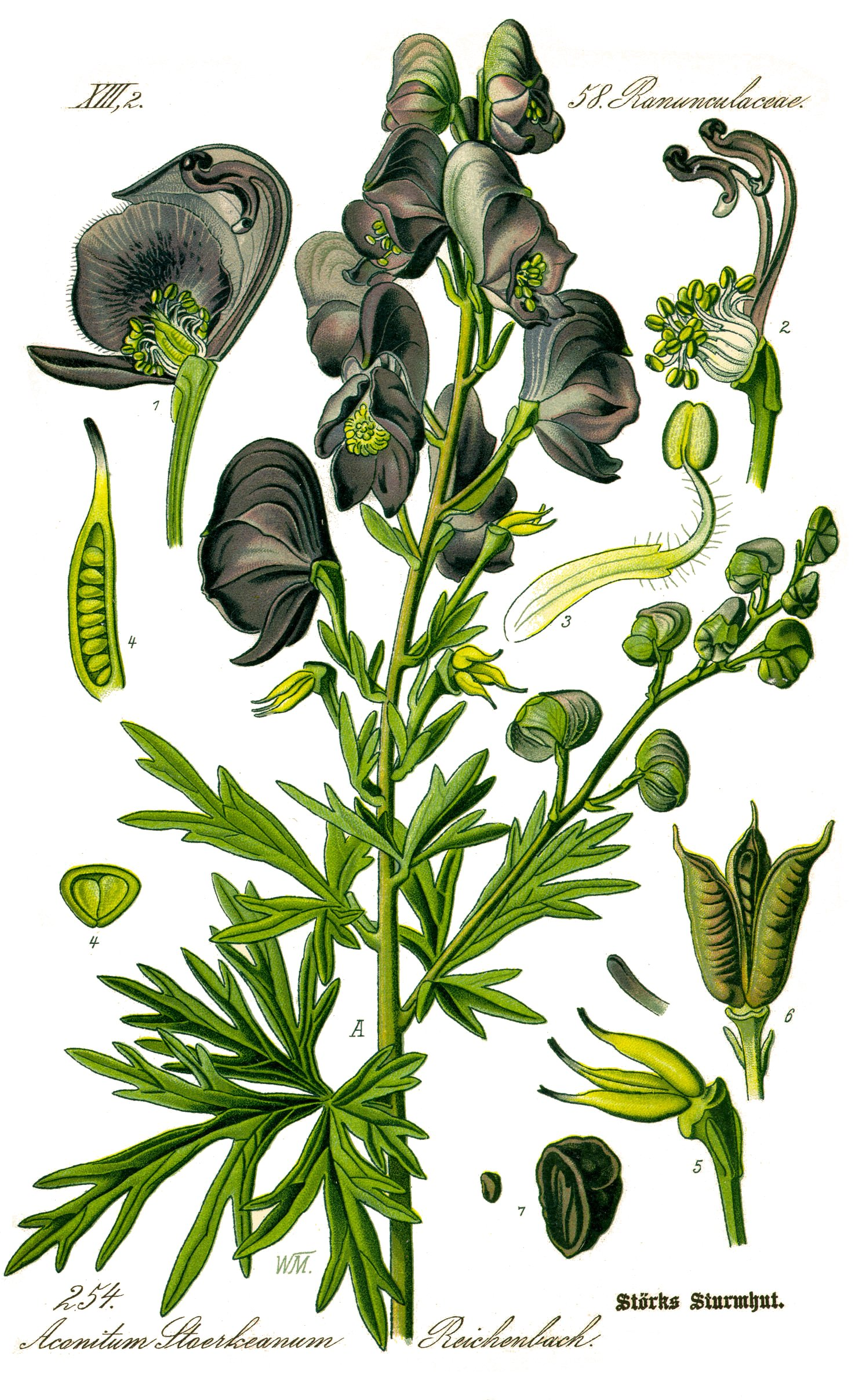
Борец клобучковый.

Многолетние травянистые растения. Корневая система бывает двух видов. Небольшой клубневидный вздутый конический корень, чёрный снаружи, летом развивает 1—2 молодых дочерних клубнекорня, перезимовывает и даёт весной начало новому растению; старый клубнекорень к концу вегетационного периода или отмирает вместе с надземной частью или старые клубнекорни не отмирают и не отделяются, а остаются связанными с новым молодым корнем, так что образуется целая цепочка из нескольких, иногда 12—15, корней. При другом типе корневой системы клубней не образуется, а развиваются многочисленные тонкие шнуровидные корни, сросшиеся в плоский стержневой корень, немного перекрученный.
Листья очерёдные, округлые, более или менее глубокопальчатораздельные.
Соцветия — верхушечная кисть из крупных цветков. Цветки неправильные: чашечка пятилистная, окрашенная (жёлтая, синяя, сиреневая или белая), венчиковидная; верхний листочек её шлемовидной формы; под этим шлемом находится редуцированный венчик, превращённый в 2 нектарника; тычинок много, завязь верхняя (шпорца нет — отличие от живокости). 
Формула цветка: {\displaystyle \uparrow K_{5}\;C_{{(2)},2}\;A_{\infty }\;G_{\underline {3}}}.
Плоды — 3—7 сухих, сборных, многосеменных листовок.

Цветут во второй половине лета.

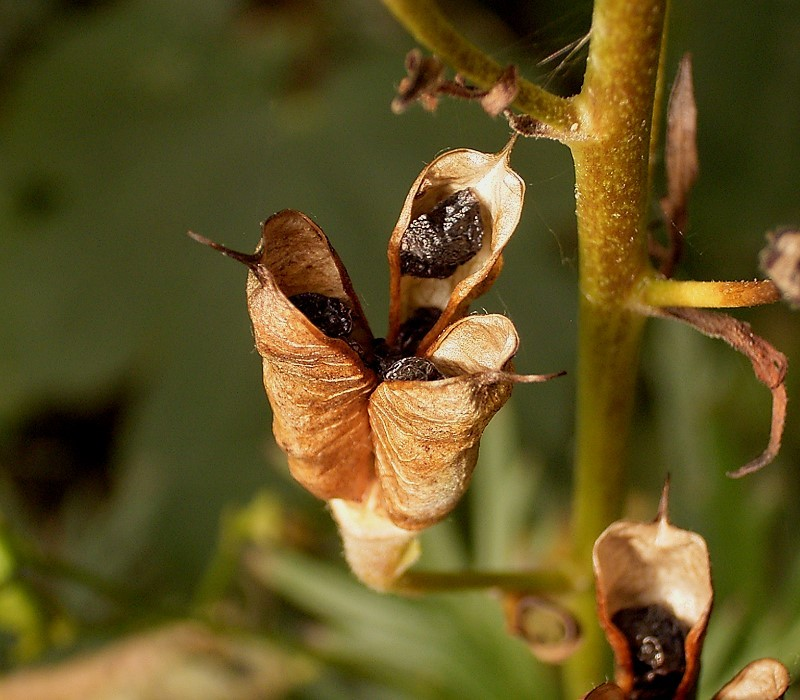
Плод борца клобучкового

Примечание: Род весьма близок к растениям рода Живокость (Delphinium), или Шпорник. В отличие от большинства родов семейства, Борец имеет зигоморфные цветы, что делает общий облик этого растения не очень похожим на классические Лютиковые и несколько сближает его по внешнему виду с семейством Бобовые (Fabaceae). Более всего своим габитусом цветущие растения борца напоминают широко известную сельскохозяйственную культуру семейства бобовых — люпин, также часто имеющий фиолетовые или синие цветки и немного более компактные соцветия.

## Распространение и экология
Природный ареал борца охватывает Европу, Азию и Северную Америку.
Борец растёт на влажных местах вдоль берегов рек и по обочинам дорог, на богатых перегноем почвах, на горных лугах.

## Химический состав
Во всех частях всех видов растений содержатся алкалоиды, в первую очередь — очень токсичный аконитин.

### Токсичность
По современным представлениям, борец — крайне ядовитое растение, применение его в медицине недопустимо и опасно для жизни даже при традиционном наружном применении.
Первая помощь при отравлении борцом — промывание желудка и приём активированного угля, для дальнейших действий необходима помощь врача. В частности, рекомендуется внутривенное введение глюкозы, при судорогах — внутривенное введение противосудорожных препаратов, таких, как оксазепам.

## Значение и применение

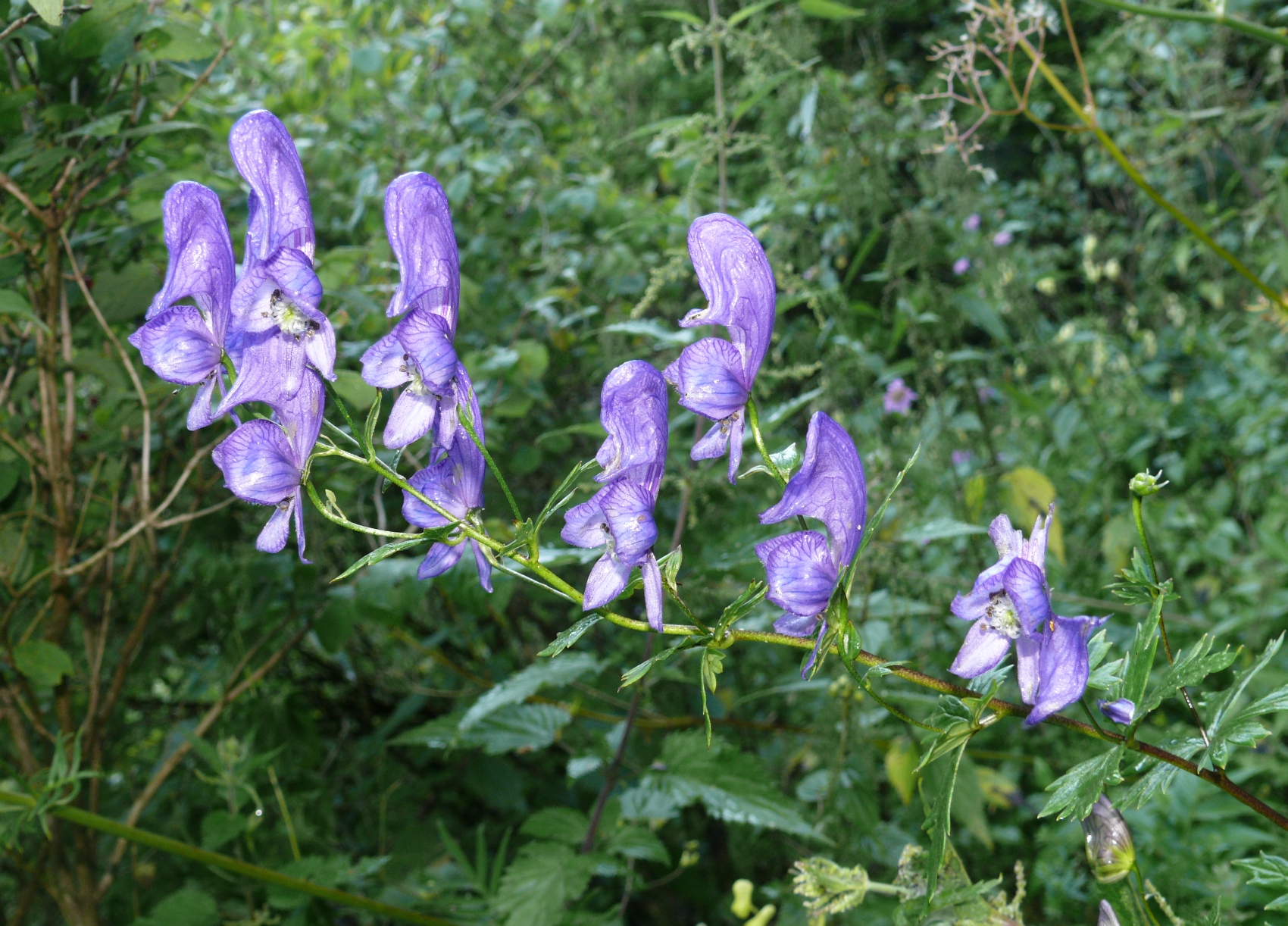
Борец пёстрый (Aconitum variegatum)

Многие виды борца, растущие в умеренном поясе Северного полушария, именно Борец садовый (Aconitum stoerckeanum), Борец клобучковый (Aconitum napellus) и Борец пёстрый (Aconitum variegatum), культивируются цветоводами ради красивых цветов, в основном тёмно-синих или фиолетовых, реже жёлтых и беловатых, собранных в длинные кисти или пирамидальные головки. Так, в европейском цветоводстве широко известен садовый гибрид «Биколор» (Aconitum ×cammarum «Bicolor»). Растение образует густые кусты до полуметра высотой и крупными кистями бело-голубых цветов. Часто культивируется и неприхотливый, почти не требующий специального ухода «Волчий аконит» — Aconitum lycoctonum subsp. vulparia (Rchb.) Nyman. Растение более компактное, высотой 1—1,2 метра с кистями узких насыщенно-жёлтых цветов.
Все виды этого растения во всех своих вегетативных органах, в особенности в листьях и корнях, содержат одуряющее ядовитое вещество жгучего острого вкуса и потому должны считаться опасными ядовитыми растениями. Часто встречались случаи отравления (иногда и со смертельным исходом), происходившего или от случайной примеси листьев борца к салату и овощам, или же оттого, что люди несведущие принимают иногда шишконосные корни ядовитого Aconitum napellus, растущего в горных долинах Средней и Южной Европы, за корни другого горного растения любисток (Levisticum из семейства Зонтичные), употребляемого во многих горных местностях для выделки травяного ликёра.
В VIII Государственную фармакопею СССР (1946) были включены два вида борца: борец каракольский (Aconitum karakolicum) и борец джунгарский (Aconitum soongaricum), произрастающие во влажных горных лесах Тянь-Шаня. Клубни этих борцов содержат сумму дитерпеновых алкалоидов, из которых наиболее ядовит — аконитин.
Трава борца бледноустого (Aconitum leucostomum) используется для получения препарата аллапинина, обладающего антиаритмическим действием.
Борцы дают пчёлам незначительное количество нектара и обножки. Пчёлы посещают их только при отсутствии других медоносов. Борцы нередко вызывают отравление пчёл.

### Исторические сведения
Древние галлы и германцы натирали экстрактом этого растения наконечники стрел и копий, предназначенных для охоты на волков, пантер, барсов и других хищников. Это в какой-то мере подтверждают сохранившиеся в народе прозвища борца — волчий корень, волкобой, у славян — песья смерть, песье зелье, чёрное зелье.
В Древнем Риме борец пользовался успехом как декоративное растение и широко культивировался в садах. Однако римский император Траян в 117 году запретил выращивать его, так как были частые случаи подозрительных смертей от отравлений. В Древней Греции и Риме борцом отравляли приговорённых к смерти.
Плутарх рассказывал об отравлении этим растением воинов Марка Антония. Воины, в пищу которых попадал борец, теряли память и были заняты тем, что переворачивали каждый камень на своем пути, будто искали что-то очень важное, пока их не начинало рвать жёлчью. Существует предание, что Тамерлан был отравлен именно ядом борца — соком этого растения была пропитана его тюбетейка.
В старинную медицину борец введён в XVIII веке Штёрком, лейб-медиком австрийского императора, в честь которого и был назван один из распространённейших видов в садовой культуре — Борец Штёрка.
Яд бик (Bikh, или Bish, Tuber Aconiti indica), известный на Востоке, в особенности в Индии, как один из самых ужасных, добывается из борца, в частности, из Aconitum ferox. Корни всех названных видов служат в Индии для добывания страшного яда для стрел, употребляемого в особенности индийцами дигароа, которые с этой целью смешивают растёртые корни борца с соком Dillenia speciosa.
А. П. Чехов в книге «Остров Сахалин» отмечал, что среди особенностей селений южного округа острова были частые случаи отравления борцом (Aconitum Napellus): «В Мицульке у поселенца Такового свинья отравилась борцом; он сжадничал и поел ее печенки, и едва не умер. Когда я был у него в избе, то он стоял через силу и говорил слабым голосом, но о печенке рассказывал со смехом, и по его всё еще опухшему, сине-багровому лицу можно было судить, как дорого обошлась ему эта печенка. Немного раньше его отравился борцом старик Коньков и умер, и дом его теперь пустует».

## Растение в культуре
Цветок посвящён Сатурну. По легенде, он появился из падавшей на землю слюны Цербера. Считается, что символизирует преступление, словесный яд и холодность. Часто упоминается как ведьмин цветок.

## Классификация
К роду наиболее близки роды Живокость, или Дельфиниум, или Шпорник (Delphinium) и Сокирки, или Консолида (Consolida): три этих рода составляют трибу Живокостные (Delphinieae) подсемейства Лютиковые (Ranunculoideae) семейства Лютиковые (Ranunculaceae)

### Таксономия
Aconitum L., 1753, Sp. Pl.: 532
Род Борец относится к семейству Лютиковые (Ranunculaceae) порядка Лютикоцветные (Ranunculales). Кладограмма в соответствии с Системой APG IV по состоянию на июнь 2023 года:
|  |                                      |  |                                   |                                   |                     |  | ещё 6 семейств |             |             |                                                                 |
|  |                                      |  |                                   |                                   |                     |  |                |             |             | 334 подтвержденных вида и 150 таксонов, ожидающих подтверждения |
|  |                                      |  |                                   | порядок Лютикоцветные             |                     |  |                |             | род Борец   |                                                                 |
|  |                                      |  |                                   | порядок Лютикоцветные             |                     |  |                |             | род Борец   |                                                                 |
|  | отдел Цветковые, или Покрытосеменные |  |                                   |                                   | семейство Лютиковые |  |                |             |             |                                                                 |
|  | отдел Цветковые, или Покрытосеменные |  |                                   |                                   |                     |  |                |             |             |                                                                 |
|  |                                      |  | ещё 63 порядка цветковых растений | ещё 63 порядка цветковых растений |                     |  |                | ещё 53 рода | ещё 53 рода |                                                                 |
|  |                                      |  |                                   | ещё 63 порядка цветковых растений |                     |  |                |             | ещё 53 рода |                                                                 |

### Виды
Род включает в себе более 330 видов, распространённых в Северном полушарии. На территории России и сопредельных стран произрастает около 75 видов.
В средней полосе европейской части России чаще всего можно встретить четыре дикорастущих вида борца, все они ядовиты примерно в одинаковой степени:
- Борец дубравный (Aconitum nemorosum Bieb.) встречается только в чернозёмной полосе. Растёт по степным склонам, а также по опушкам широколиственных лесов и среди кустарников. Отличается бледно-жёлтыми цветками и перисторассечёнными листьями.
- Борец северный (Aconitum septentrionale Koelle.) (= Aconitum excelsum Reichb.) распространён практически по всей европейской части России, к северу встречается чаще. Растёт в лесах и среди кустарников. Цветки грязно-лиловые, белёсые, иногда даже белые. Последнее встречается редко. Форма шлема (верхней части цветка) конически-цилиндрическая, более узкая и длинная, чем у привычного садового борца.
- Борец Флёрова (Aconitum flerovii Steinb.) — редко встречающийся вид, занесён в Красную книгу России. Это узколокальный эндемик бассейна реки Шерны (Владимирская область). Указания Ярославской и Нижегородской областей позднее не подтвердились. Растёт по сероольшаникам в долинах небольших рек, иногда по заболоченным пойменным лугам и низинным болотам. Цветы фиолетовые, шлем куполообразный.
- Борец шерстистоустый (Aconitum lasiostomum Reichb.) — этот вид можно найти во всех европейских областях России, кроме Предуралья. Растёт по лесам и на просеках. Цветки жёлтые или бледно-жёлтые, шлем узкий, почти цилиндрический.

### Список видов
Некоторые из них:
- Aconitum ajanense Steinb. — Борец аянский
- Aconitum alboviolaceum Kom. — Борец бело-фиолетовый
- Aconitum altaicum Steinb. — Борец алтайский
- Aconitum ambiguum Rchb. — Борец сомнительный
- Aconitum angusticassidatum Steinb. — Борец узко-шлемовый
- Aconitum anthora L. — Борец противоядный
- Aconitum apetalum (Huth) B.Fedtsch. — Борец мелколепестный
- Aconitum arcuatum Maxim. — Борец извилистый
- Aconitum baicalense Turcz. ex Rapaics — Борец байкальский
- Aconitum barbatum Pers. — Борец бородатый, или Борец степной
- Aconitum biflorum Fisch. ex DC. — Борец двуцветковый
- Aconitum carmichaelii Debeaux — Борец Кармихеля
- Aconitum crassifolium Steinb. — Борец толстолистный
- Aconitum cymbulatum (Schmalh.) Lipsky — Борец ладьевидный
- Aconitum czekanovskyi Steinb. — Борец Чекановского
- Aconitum decipiens Worosch. & Anfalov — Борец обманчивый
- Aconitum delphinifolium DC. — Борец живокостнолистный
- Aconitum desoulavyi Kom. — Борец Десулави
- Aconitum ferox Wall. ex Ser. — Борец свирепый
- Aconitum fischeri Rchb. — Борец Фишера
- Aconitum flagellare (F.Schmidt) Steinb. — Борец плетевидный
- Aconitum flerovii Steinb. — Борец Флёрова
- Aconitum jaluense Kom. — Борец ялусский
- Aconitum karakolicum Rapaics — Борец каракольский
- Aconitum kirinense Nakai — Борец гиринский
- Aconitum komarovii Steinb. — Борец Комарова
- Aconitum krylovii Steinb. — Борец Крылова
- Aconitum kusnezoffii Rchb. — Борец Кузнецова
- Aconitum lasiostomum Rchb. — Борец шерстистоустый
- Aconitum leucostomum Worosch. — Борец белоустный
- Aconitum macrorhynchum Turcz. ex Ledeb. — Борец крупноносый
- Aconitum maximum Pall. ex DC. — Борец крупный, или Агат
- Aconitum monticola Steinb. — Борец горный
- Aconitum napellus L. typus — Борец клобучковый, или Борец синий
- Aconitum nasutum Fisch. ex Rchb. — Борец носатый
- Aconitum nemorum M.Pop. — Борец лесной
- Aconitum neosachalinense H.Lév. — Борец новосахалинский
- Aconitum noveboracense A.Gray ex Coville — Борец нью-йоркский
- Aconitum orientale Mill. — Борец восточный
- Aconitum pubiceps (Rupr.) Trautv. — Борец опушённый
- Aconitum raddeanum Regel — Борец Радде
- Aconitum ranunculoides Turcz. ex Ledeb. — Борец лютиковидный
- Aconitum rotundifolium Kar. & Kir. — Борец круглолистный
- Aconitum sachalinense F.Schmidt — Борец сахалинский
- Aconitum saposhnikovii В.Fedtsch. — Борец Сапожникова
- Aconitum septentrionale Koelle — Борец северный, или Борец высокий
- Aconitum sichotense Kom. — Борец сихотинский
- Aconitum smirnovii Steinb. — Борец Смирнова
- Aconitum soongaricum Stapf — Борец джунгарский
- Aconitum stoerkianum Rchb. — Борец Штёрка
- Aconitum sukaczevii Steinb. — Борец Сукачёва
- Aconitum talassicum M.Pop. — Борец таласский
- Aconitum tranzschelii Steinb. — Борец Траншеля
- Aconitum umbrosum (Korsh.) Kom. — Борец тенелюбивый
- Aconitum variegatum L. — Борец пёстрый
- Aconitum villosum Rchb. — Борец мохнатый
- Aconitum volubile Pallas ex Koelle — Борец вьющийся
- Aconitum zeravschanicum Steinb. — Борец зеравшанский